# Miniopterus egeri
Miniopterus egeri (Goodman, Ramasindrazana, Maminirina, Schoeman & Appleton, 2011) è un pipistrello della famiglia dei Miniotteridi endemico del Madagascar.

## Descrizione

### Dimensioni
Pipistrello di piccole dimensioni, con la lunghezza totale tra 89 e 95 mm, la lunghezza dell'avambraccio tra 37 e 40 mm, la lunghezza della coda tra 40 e 44 mm, la lunghezza del piede tra 5 e 7 mm, la lunghezza delle orecchie tra 10 e 11 mm e un peso fino a 7,6 g.

### Aspetto
La pelliccia è lunga. Il colore generale del corpo è marrone scuro, cosparso di peli più chiari. La fronte è molto alta, il muso è stretto e con le narici molto piccole. Le orecchie sono piccole, triangolari e con l'estremità arrotondata. Il trago è corto, allargato all'estremità e con una leggera rientranza sul bordo anteriore appena sotto di essa. La coda è molto lunga ed è completamente inclusa nell'ampio uropatagio.

### Ecolocazione
Emette ultrasuoni a basso ciclo di lavoro con impulsi di breve durata a frequenza modulata iniziale di 123 kHz, finale di 50 kHz e massima energia a 56,3 kHz.

## Biologia

### Comportamento
Si rifugia tra gli ammassi rocciosi.

### Alimentazione
Si nutre di insetti.

## Distribuzione e habitat
Questa specie è conosciuta nella parte occidentale del Madagascar dalla Penisola di Masoala a Vatovavy.
Vive nelle foreste intatte o parzialmente degradate tra 50 e 550 metri di altitudine.

## Conservazione
Questa specie, essendo stata scoperta solo recentemente, non è stata sottoposta ancora a nessun criterio di conservazione.